# Dicranomyia innocua
Dicranomyia innocua är en tvåvingeart som beskrevs av Alexander 1927. Dicranomyia innocua ingår i släktet Dicranomyia och familjen småharkrankar. Inga underarter finns listade i Catalogue of Life.